# 山本実 (実業家)
山本 実（やまもと みのる、1948年〈昭和23年〉9月16日 - ）は、日本の実業家。元ランシステム代表取締役社長。
埼玉県出身。1971年（昭和46年）3月、東京経済大学経済学部を卒業し、4月に埼玉銀行（のちの埼玉りそな銀行）へ入行。
1996年（平成8年）4月、ランシステムへ出向し同社管理部課長に就任。1998年（平成10年）9月、同社管理部部長。2000年（平成12年）9月に同社専務取締役となり、2007年（平成19年）7月から総務部部長を兼務。
2008年（平成20年）5月19日、前任社長である田中千一の死去に伴い、同社代表取締役社長に就任した。
2009年（平成21年）社長退任